# 댄스 펑크

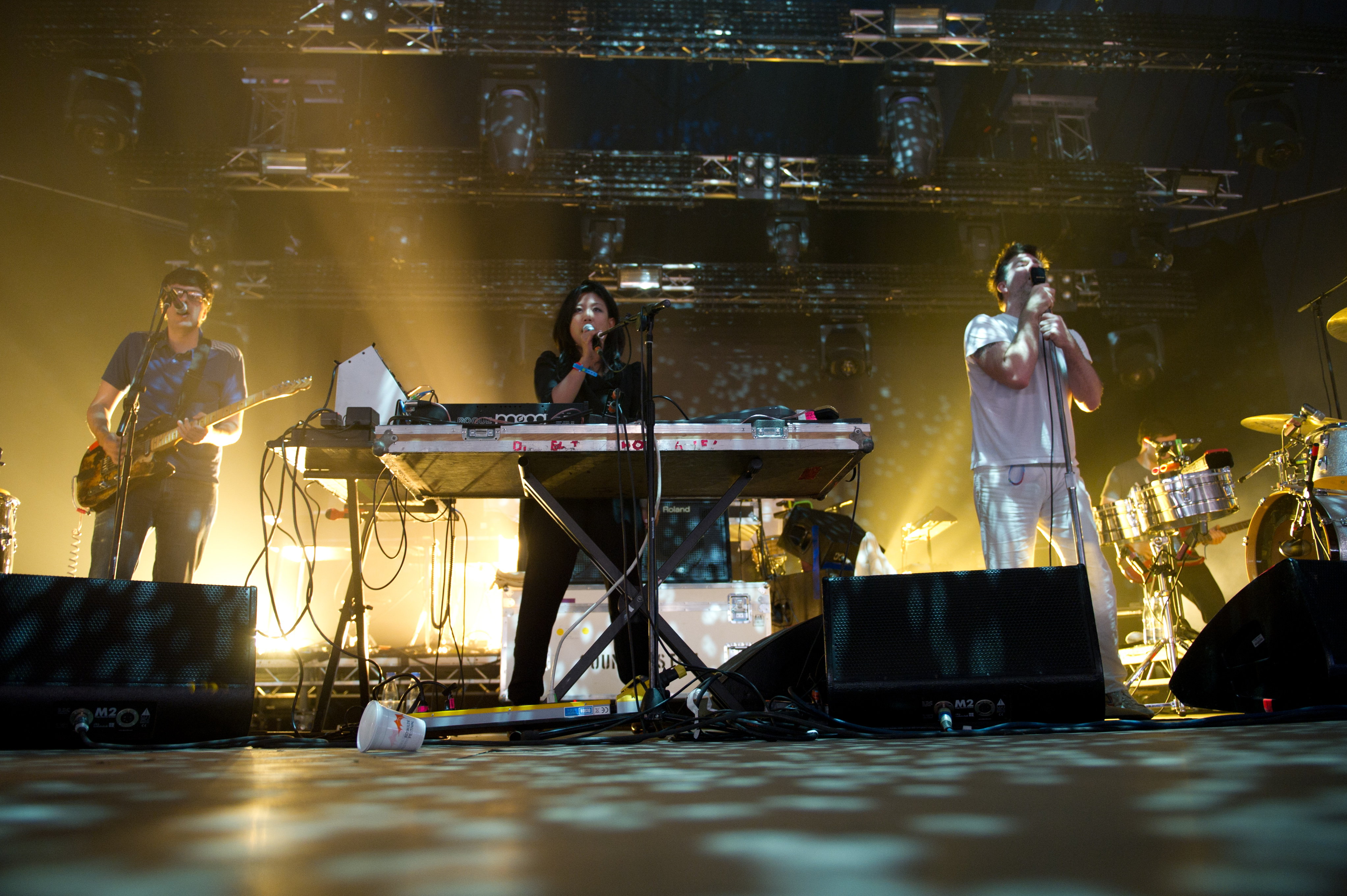

댄스 펑크(Dance-punk)는 1970년대 후반에 탄생한 음악 장르이다. 2000년대에 포스트 펑크 리바이벌이나 일렉트로클래시의 흐름에 따라 알려지게 전성기를 맞이한다. 동의어로 디스코 펑크(Disco-punk)가 있다.

## 같이 보기
- 아트 펑크
- 일렉트로닉 록